# Trigonopoma
Trigonopoma – rodzaj słodkowodnych ryb z rodziny karpiowatych (Cyprinidae).

## Występowanie
Indonezja i Malezja.

## Klasyfikacja
Gatunki zaliczane do tego rodzaju:
- Trigonopoma gracile
- Trigonopoma pauciperforatum – razbora czerwonopręga[2]

Gatunkiem typowym jest Rasbora pauciperforata (T. pauciperforata).